# Gianmaria Bruni
Gianmaria „Gimmi“ Bruni (* 30. Mai 1981 in Rom) ist ein italienischer Automobilrennfahrer. Er startete 2004 in der Formel 1 für das Minardi-Team und fuhr von 2005 bis 2006 in der GP2-Serie.

## Karriere
Um im Alter von 10 Jahren eine Karriere als Amateur-Kart-Fahrer zu starten, obwohl das Mindestalter zum Wettstreit 12 Jahre betrug, belog er den damaligen Direktor von La Pista d’Oro, einer Kart-Rennstrecke in Rom, hinsichtlich seines Alters.
Seine erste Erfahrung als Rennfahrer erlangte er 1997 in der italienischen Formel Renault. 1998 gewann er den Titel und stieg zur europäischen Formel Renault auf. Den europäischen Titel gewann er 1999, woraufhin er sich der britischen Formel 3 widmete, welche ihm 2000 einen fünften und 2001 einen vierten Platz bescherte. Nach weiteren ähnlichen europäischen Serien erregte er die Aufmerksamkeit von Minardi, die ihn 2003 prüften; die größere Hürde in seiner Karriere war allerdings, 2004 für seine Teilnahme für Minardi genügend finanzielle Unterstützung aufzutreiben.
Obwohl Bruni schließlich ein Cockpit bei Minardi bekam und an der Formel-1-Weltmeisterschaft 2004 teilnahm, musste er mit einem Wagen auskommen, der entschieden weniger fortschrittlich war als der der meisten restlichen Teilnehmer. Er und nur ein weiterer Teilnehmer in dieser Saison erzielten keinerlei Weltmeisterschaftspunkte.
2005 fuhr Bruni in der GP2-Serie, einer im F1-Support-Package enthaltenen und als Nachwuchsserie gedachten Formel-Meisterschaft. Er gewann sein erstes GP2-Rennen in Barcelona am 7. Mai. Kurz vor den Rennen in Monza im September verließ er das Coloni-GP2-Team und trat dem Durango-Team bei, wo er eine Pole-Position für die nächste Veranstaltung in Spa-Francorchamps in Belgien errang.
Auch 2006 startete Bruni in der Formel GP2. Diesmal trat er mit dem Team Trident Racing an. Er gewann die Rennen in Imola und Hockenheim und beendete die Saison auf dem siebten Platz.
2007 wechselte er in die FIA-GT-Meisterschaft, wo er mit dem Team AF Corse in der Klasse GT2 antrat. Die Saison 2007 beendete er zusammen mit seinem Teamkollegen Stéphane Ortelli nach drei Siegen auf dem dritten Gesamtrang. Auch in der Saison 2008 ist Bruni in der FIA-GT-Meisterschaft unterwegs. Mit seinem neuen Teamkollegen Toni Vilander konnte er nach fünf Klassensiegen den Titel der GT2-Klasse gewinnen. Parallel dazu trat Bruni mit Robert Bell auch in der Le Mans Series an. Bruni gewann mit Bell drei der fünf Meisterschaftsläufe, beim letzten Rennen in Silverstone kollidierten jedoch die Rennkalender beider Serien. Bruni entschied sich zugunsten der FIA GT und wurde daher lediglich Vizemeister hinter Teamkollegen Bell. In der Le-Mans-Series-Saison 2009 bildete er weiterhin mit Bell eine Fahrerpaarung und gewannen zwei 1000-km-Rennen der GT2-Klasse, beendeten die Meisterschaft dennoch hinter Marc Lieb und Richard Lietz. Parallel startete er weiterhin mit Toni Vilander in der FIA GT und beendete die Fahrermeisterschaft zwar hinter Richard Westbrook, trug aber mit mehreren Klassensiegen zum Sieg des Teammeisterschaft von AF Corse bei.

## Statistik

### Erfolge in der GP2-Serie
| Saison | Team-Name         | Nr.   | Rennen | Pole-Positions | Siege | Endgültige Platzierung |
| ------ | ----------------- | ----- | ------ | -------------- | ----- | ---------------------- |
| 2005   | Coloni Motorsport | 17/25 | 19     | 2              | 1     | 9.                     |
| 2006   | Trident Racing    | 26    | 21     | 2              | 2     | 7.                     |

### Statistik in der Formel 1

#### Gesamtübersicht
| Saison | Team                   | Chassis       | Motor                 | Rennen | Siege | Zweiter | Dritter | Poles | schn. Rennrunden | Punkte | WM-Pos. |
| ------ | ---------------------- | ------------- | --------------------- | ------ | ----- | ------- | ------- | ----- | ---------------- | ------ | ------- |
| 2004   | Wilux Minardi Cosworth | Minardi PS04B | Ford Cosworth 3.0 V10 | 18     | –     | –       | –       | –     | –                | –      | 25.     |
| Gesamt | Gesamt                 | Gesamt        | Gesamt                | 18     | –     | –       | –       | –     | –                | –      |         |

#### Einzelergebnisse
| Saison | 1  | 2  | 3   | 4   | 5   | 6  | 7   | 8   | 9  | 10 | 11 | 12 | 13  | 14  | 15  | 16 | 17 | 18 |
| ------ | -- | -- | --- | --- | --- | -- | --- | --- | -- | -- | -- | -- | --- | --- | --- | -- | -- | -- |
| 2004   |    |    |     |     |     |    |     |     |    |    |    |    |     |     |     |    |    |    |
| DNF    | 14 | 17 | DNF | DNF | DNF | 14 | DNF | DNF | 18 | 16 | 17 | 14 | DNF | DNF | DNF | 16 | 17 |    |

| Legende  | Legende            | Legende                                                          |
| Farbe    | Abkürzung          | Bedeutung                                                        |
| -------- | ------------------ | ---------------------------------------------------------------- |
| Gold     | –                  | Sieg                                                             |
| Silber   | –                  | 2. Platz                                                         |
| Bronze   | –                  | 3. Platz                                                         |
| Grün     | –                  | Platzierung in den Punkten                                       |
| Blau     | –                  | Klassifiziert außerhalb der Punkteränge                          |
| Violett  | DNF                | Rennen nicht beendet (did not finish)                            |
| Violett  | NC                 | nicht klassifiziert (not classified)                             |
| Rot      | DNQ                | nicht qualifiziert (did not qualify)                             |
| Rot      | DNPQ               | in Vorqualifikation gescheitert (did not pre-qualify)            |
| Schwarz  | DSQ                | disqualifiziert (disqualified)                                   |
| Weiß     | DNS                | nicht am Start (did not start)                                   |
| Weiß     | WD                 | zurückgezogen (withdrawn)                                        |
| Hellblau | PO                 | nur am Training teilgenommen (practiced only)                    |
| Hellblau | TD                 | Freitags-Testfahrer (test driver)                                |
| ohne     | DNP                | nicht am Training teilgenommen (did not practice)                |
| ohne     | INJ                | verletzt oder krank (injured)                                    |
| ohne     | EX                 | ausgeschlossen (excluded)                                        |
| ohne     | DNA                | nicht erschienen (did not arrive)                                |
| ohne     | C                  | Rennen abgesagt (cancelled)                                      |
| ohne     | keine WM-Teilnahme |                                                                  |
| sonstige | P/fett             | Pole-Position                                                    |
| sonstige | 1/2/3/4/5/6/7/8    | Punktplatzierung im Sprint-/Qualifikationsrennen                 |
| sonstige | SR/kursiv          | Schnellste Rennrunde                                             |
| sonstige | *                  | nicht im Ziel, aufgrund der zurückgelegten Distanz aber gewertet |
| sonstige | ()                 | Streichresultate                                                 |
| sonstige | unterstrichen      | Führender in der Gesamtwertung                                   |

### Le-Mans-Ergebnisse
| Jahr | Team              | Fahrzeug               | Teamkollege           | Teamkollege      | Platzierung             | Ausfallgrund |
| ---- | ----------------- | ---------------------- | --------------------- | ---------------- | ----------------------- | ------------ |
| 2008 | Risi Competizione | Ferrari F430 GTC       | Mika Salo             | Jaime Melo       | Rang 19 und Klassensieg |              |
| 2009 | AF Corse          | Ferrari F430 GTC       | Luís Pérez Companc    | Matías Russo     | Rang 26                 |              |
| 2010 | AF Corse          | Ferrari F430 GTC       | Pierre Kaffer         | Jamie Melo       | Ausfall                 | Motorschaden |
| 2011 | AF Corse          | Ferrari 458 Italia GTC | Giancarlo Fisichella  | Toni Vilander    | Rang 13                 |              |
| 2012 | AF Corse          | Ferrari 458 Italia GTC | Giancarlo Fisichella  | Toni Vilander    | Rang 17 und Klassensieg |              |
| 2013 | AF Corse          | Ferrari 458 Italia GT2 | Giancarlo Fisichella  | Matteo Malucelli | Rang 21                 |              |
| 2014 | AF Corse          | Ferrari 458 Italia GT2 | Giancarlo Fisichella  | Toni Vilander    | Rang 15 und Klassensieg |              |
| 2015 | AF Corse          | Ferrari 458 Italia GT2 | Giancarlo Fisichella  | Toni Vilander    | Rang 25                 |              |
| 2016 | AF Corse          | Ferrari 488 GTE        | Alessandro Pier Guidi | James Calado     | Ausfall                 | Motorschaden |
| 2018 | Porsche GT Team   | Porsche 991 RSR GTE    | Frédéric Makowiecki   | Richard Lietz    | Rang 16                 |              |
| 2019 | Porsche GT Team   | Porsche 991 RSR GTE    | Frédéric Makowiecki   | Richard Lietz    | Rang 21                 |              |
| 2020 | Porsche GT Team   | Porsche 991 RSR-19     | Frédéric Makowiecki   | Richard Lietz    | Rang 31                 |              |
| 2021 | Porsche GT Team   | Porsche 991 RSR-19     | Frédéric Makowiecki   | Richard Lietz    | Rang 23                 |              |
| 2022 | Porsche GT Team   | Porsche 991 RSR-19     | Frédéric Makowiecki   | Richard Lietz    | Rang 28 und Klassensieg |              |

### Sebring-Ergebnisse
| Jahr | Team                                   | Fahrzeug               | Teamkollege          | Teamkollege        | Platzierung            | Ausfallgrund |
| ---- | -------------------------------------- | ---------------------- | -------------------- | ------------------ | ---------------------- | ------------ |
| 2008 | Risi Competizione                      | Ferrari F430 GTC       | Jaime Melo           | Mika Salo          | Ausfall                | Unfall       |
| 2009 | Advanced Engineering Pecom Racing Team | Ferrari F430 GTC       | Luís Pérez Companc   | Matías Russo       | Rang 8                 |              |
| 2010 | Risi Competizione                      | Ferrari F430 GTC       | Jaime Melo           | Pierre Kaffer      | Rang 6 und Klassensieg |              |
| 2011 | AF Corse                               | Ferrari F430 GTC       | Giancarlo Fisichella | Pierre Kaffer      | Rang 15                |              |
| 2012 | AF Corse                               | Ferrari 458 Italia     | Giancarlo Fisichella | Toni Vilander      | Disqualifiziert        |              |
| 2013 | Risi Competizione                      | Ferrari 458 Italia     | Olivier Beretta      | Matteo Malucelli   | Rang 16                |              |
| 2014 | Risi Competizione                      | Ferrari 458 Italia GT2 | Giancarlo Fisichella | Matteo Malucelli   | Ausfall                | Unfall       |
| 2018 | Porsche GT Team                        | Porsche 911 RSR        | Laurens Vanthoor     | Earl Bamber        | Rang 12                |              |
| 2024 | Proton Competition Mustang Sampling    | Porsche 963            | Julien Andlauer      | Alessio Picariello | Rang 8                 |              |
| 2025 | JDC–Miller MotorSports                 | Porsche 963            | Tijmen van der Helm  | Nico Müller        | Rang 8                 |              |

### Einzelergebnisse in der FIA-Langstrecken-Weltmeisterschaft
| Saison  | Team               | Rennwagen          | 1   | 2   | 3   | 4   | 5   | 6   | 7   | 8   | 9   |
| ------- | ------------------ | ------------------ | --- | --- | --- | --- | --- | --- | --- | --- | --- |
| 2012    | AF Corse           | Ferrari 458 Italia | SEB | SPA | LEM | SIL | SAO | BAH | FUJ | SHA |     |
| 2012    | AF Corse           | Ferrari 458 Italia | DNF | 19  | 17  | 21  | 16  |     | 18  | DNF |     |
| 2013    | AF Corse           | Ferrari 458 Italia | SIL | SPA | LEM | SAO | AUS | FUJ | SHA | BAH |     |
| 2013    | AF Corse           | Ferrari 458 Italia | 18  | 15  | 21  | 9   | 13  | 14  | 15  | 9   |     |
| 2014    | AF Corse           | Ferrari 458 Italia | SIL | SPA | LEM | AUS | FUJ | SHA | BAH | SAO |     |
| 2014    | AF Corse           | Ferrari 458 Italia | 10  | 13  | 15  | 13  | 13  | DNF | 13  | 10  |     |
| 2015    | AF Corse           | Ferrari 458 Italia | SIL | SPA | LEM | NÜR | AUS | FUJ | SHA | BAH |     |
| 2015    | AF Corse           | Ferrari 458 Italia | 9   | 19  | 25  | 30  | 20  | 13  | 15  | 19  |     |
| 2016    | AF Corse           | Ferrari 488 GTE    | SIL | SPA | LEM | NÜR | MEX | AUS | FUJ | SHA | BAH |
| 2016    | AF Corse           | Ferrari 488 GTE    | 18  | DNF | DNF | 18  | 16  | 17  | 19  | 19  | 20  |
| 2018/19 | Porsche GT Team    | Porsche 991 RSR    | SPA | LEM | SIL | FUJ | SHA | SEB | SPA | LEM |     |
| 2018/19 | Porsche GT Team    | Porsche 991 RSR    | 16  | 16  | DNF | 15  | 9   | 10  | 22  | 21  |     |
| 2019/20 | Porsche GT Team    | Porsche 991 RSR    | SIL | FUJ | SHA | BAH | AUS | SPA | LEM | BAH |     |
| 2019/20 | Porsche GT Team    | Porsche 991 RSR    | 13  | 18  | 15  | 17  | 21  | 13  | 31  | 9   |     |
| 2021    | Porsche GT Team    | Porsche 991 RSR    | SPA | POR | MON | LEM | BAH | BAH |     |     |     |
| 2021    | Porsche GT Team    | Porsche 991 RSR    | 19  | 17  | 17  | 23  | 14  | 18  |     |     |     |
| 2022    | Porsche GT Team    | Porsche 911 RSR    | SEB | SPA | LEM | MON | FUJ | BAH |     |     |     |
| 2022    | Porsche GT Team    | Porsche 911 RSR    | 19  | 20  | 28  | 19  | 21  | 20  |     |     |     |
| 2023    | Proton Competition | Porsche 963        | SEB | POR | SPA | LEM | MON | FUJ | BAH |     |     |
| 2023    | Proton Competition | Porsche 963        |     |     |     |     | DNF | 9   | 10  |     |     |